# Multiplexare
În telecomunicații și rețele de calculatoare, multiplexarea  este o metodă prin care semnale multiple digitale sau analogice  sunt combinate într-un singur semnal într-un mediu comun de   transmisie. Scopul este de a partaja o resursă scumpă,  adică respectivul  mediu. De exemplu, în domeniul telecomunicațiilor, mai multe apeluri telefonice pot fi simultan  efectuate folosind un singur fir, fără  ca interlocutorii respectivi să  remarce aceasta. Multiplexarea își are  originea în telegrafie în anii 1870, iar în prezent este larg aplicată în domeniul telecomunicațiilor. În telefonie, George Owen Squier este creditat cu dezvoltarea multiplexării telefonice în 1910.